# Richland (contea di Kalamazoo, Michigan)
Richland è un villaggio degli Stati Uniti d'America, situato nello Stato del Michigan, nella contea di Kalamazoo.